# Hinsingen
Hinsingen es una localidad y  comuna francesa situada en el departamento de Bajo Rin, en la región de Alsacia. Tiene una población de 72 habitantes (según censo de 1999) y una densidad de 24 h/km² en un área de superficie de 2,98 km².

## Demografía
| 92 | 106 | 96 | 96 | 82 | 72 |
| Para los censos de 1962 a 1999 la población legal corresponde a la población sin duplicidades (Fuente: INSEE [Consultar]) |     |    |    |    |    |